# Gustav av Pfalz-Zweibrücken
Gustav av Pfalz-Zweibrücken, Gustaf Samuel Leopold av huset Wittelsbach, född 12 april 1670, på Stegeborgs slott nära Söderköping, död 17 september 1731 i Zweibrücken, var pfalzgreve och regerande greve av Pfalz-Kleeburg från 1701 till 1731 och av Pfalz-Zweibrücken från 1718 till 1731 och brorson till kung Karl X Gustav. Han var även femte hertigen av Stegeborg (i Sverige), Pfalzgraf zur Rhein samt hertig av Bayern.
I Pfalz-Kleeburg var han såsom släktgrenens siste manlige medlem huset Wittelsbachs sista regent.